# Sommer-Paralympics 2024/Teilnehmer (Bhutan)
| stlisierte Goldmedaille | stlisierte Silbermedaille | stlisierte Bronzemedaille |
| ----------------------- | ------------------------- | ------------------------- |
| —                       | —                         | —                         |

Bhutan entsandte für die Paralympischen Spiele 2024 in Paris eine Athletin.

## Teilnehmer

### Schießen
| Athleten   | Wettbewerb              | Qualifikation   | Qualifikation | Finale          | Finale        | Rang |
| Athleten   | Wettbewerb              | Ringe/ Scheiben | Rang          | Ringe/ Scheiben | Rang          | Rang |
| ---------- | ----------------------- | --------------- | ------------- | --------------- | ------------- | ---- |
| Frauen     |                         |                 |               |                 |               |      |
| Kimley Dem | Luftgewehr 10 Meter SH1 | 616,8           | 10            | ausgeschieden   | ausgeschieden | 10   |